# Badania eksperymentalne (medycyna)
Badania eksperymentalne – obok badań obserwacyjnych należą do podstawowych lub stosowanych badań naukowych, których celem jest ustalenie związków między badaną interwencją kliniczną a miarami ilościowymi, wybranymi do opisu próby badanej (najczęściej ocena skuteczności i bezpieczeństwa badanej interwencji).
Interwencjami klinicznymi ocenianymi podczas badań eksperymentalnych mogą być np. technologie medyczne (leki, urządzenia medyczne, testy diagnostyczne, sprzęt szpitalny itp. – takie badania najczęściej określa się mianem eksperymentu klinicznego, są one przedmiotem szczegółowych regulacji prawnych), narzędzia stosowane przez psychologów klinicznych i psychiatrów (kwestionariusze i skale ocen, sposoby psychoterapii itp.), określone warunki środowiska (np. temperatura, wilgotność, cechy klimatu itp.), określone zachowania (np. dieta, aktywność fizyczna, edukacja), określone decyzje finansowe (np. dotyczące finansowania leku przez ubezpieczyciela) i inne.
W przebiegu badania eksperymentalnego najczęściej przeprowadza się interwencję badacza w grupie badanej i bada skutki tej interwencji (punkty końcowe badania – wybrane przed badaniem miary ilościowe) w porównaniu z grupą kontrolną (w której nie stosowano interwencji).

Do klinicznych badań eksperymentalnych należą m.in. badania kliniczne wyrobów medycznych, objęte szczegółowymi regulacjami prawnymi mającymi na celu ochronę pacjentów.

## Ocena wiarygodności klinicznych badań eksperymentalnych
Badania eksperymentalne są podstawowym narzędziem naukowej weryfikacji sposobów postępowania klinicznego, która jest podstawą medycyny opartej na dowodach. Do oceny jakości i wiarygodności badań eksperymentalnych służy m.in. skala Jadada, opracowana w latach 80. przez Aleksandra Jadada (w ocenie jakości badań obserwacyjnych najczęściej stosuje się kwestionariusz NOS).
Ocena jakości i wiarygodności badań klinicznych stanowi standardowy element przygotowywania przeglądów systematycznych piśmiennictwa medycznego oraz opartych na nich ocen technologii medycznych.